# ハレド・アデノン
ハレド・アデノン（Khaled Adénon, 1985年7月28日 - ）はベナンのサッカー選手。ポジションはDF。ベナン代表。

## 経歴
2014年7月、2012年からのFIFAによる1年間の出場停止処分が明けた後、ルコンFCに加入した。